# 克利爾沃特 (佛羅里達州)
清水（英語：Clearwater）是美国佛罗里达州皮尼拉斯縣的县治，位於佛罗里达半岛西部皮尼拉斯半島上，西為墨西哥湾，東南挨坦帕湾，面積97.7平方公里。2020年統計人口為11萬7,292人。
1891年設鎮，1915年5月27日建市。

## 姐妹城市
- 希腊卡拉馬里亞
- 日本長野市